# Morten Soubak
Morten Soubak, né en 1964 à Fodby, est un entraîneur danois de handball. Il a notamment conduit la sélection féminine brésilienne au titre de championne du monde en 2013.

## Biographie
Après avoir entraîné les équipes féminines des clubs danois de GOG Håndbold et du FC Copenhague, ainsi que l'équipe junior masculine du Danemark, il prend la direction du Brésil où il dirige alors l'équipe masculine du EC Pinheiros,.
En 2009, il prend les rênes la sélection féminine brésilienne. Depuis 2013, il est également l'entraîneur du club autrichien de Hypo Niederösterreich où évoluent de nombreuses internationales brésiliennes, dont six championnes du monde 2013,.
Il devient en 2017 l'entraineur de l'équipe nationale féminine d'Angola. Il est remplacé par Filipe Cruz en mars 2021.

## Palmarès

### Avec la sélection brésilienne
Compétitions internationales
- 5e place au Championnat du monde 2011
- 6e place aux Jeux olympiques 2012
- Médaille d'or au Championnat du monde 2013[6]
- 10e place au Championnat du monde 2015
- 5e place aux Jeux olympiques 2016

Compétitions panaméricaines
- Médaille d'or aux Jeux panaméricains de 2011 :
- Médaille d'or au Championnat panaméricain 2011
- Médaille d'or au Championnat panaméricain 2013
- Médaille d'or aux Jeux panaméricains de 2015
- Médaille d'or au Championnat panaméricain 2015

### Avec la sélection angolaise
Compétitions internationales
- 19e place au Championnat du monde 2017
- 15e place au Championnat du monde 2019